# Marc de Beauvau-Craon (1921-1982)
Pour les articles homonymes, voir Marc de Beauvau-Craon, Famille de Beauvau, Beauvau-Craon et Beauvau.
Marc Charles Louis Joseph Marie de Beauvau-Craon, né à Paris le 3 février 1921, mort au château d'Haroué le 21 novembre 1982, fut le 7e et dernier prince de Beauvau-Craon.

## Biographie
Issu de la famille de Beauvau, il est le fils de Charles Louis, 6e prince de Beauvau-Craon, et de Mary Grace Gregorini.  
Ancien membre du cabinet du général de Gaulle à Londres et à Alger, puis élève pilote aux Etats Unis dans les années 50, président de la société ACMA - Atelier de Construction de Motocycles et Accessoires créés en novembre 1950, devenus en 1957 les Ateliers de Construction de Motocycles et Automobiles -, qui fabrique en France sous licence le scooter italien Vespa, puis la voiture la Vespa 400, produits par Piaggio à Gênes dont elle est la filiale francaise, il épouse en premières noces le 9 décembre 1952, doña Albina Christina Laetitia Patiño y Borbon, née à Madrid le 2 août 1932. Duchesse de Durcal depuis 2003, elle était la fille d'Anténor Patiño, « roi de l'étain » et de María Cristina de Borbón y Bosch-Labrús (Marie-Christine de Bourbon), duchesse de Durcal (1913-2002). Elle lui donne deux filles et ils divorcent le 26 novembre 1958. 
Il épouse civilement en secondes noces le 11 janvier 1972 Laure Odette Charlotte du Temple de Rougemont, présidente d'honneur de Sotheby's France, chevalier de la Légion d'honneur. 
Laure de Beauvau joua un rôle influent dans l'ouverture de la profession de commissaire priseur aux sociétés commerciales, en 2001 . Fille du général Jean-Louis du Temple de Rougemont, elle était née à Tarbes le 15 septembre 1942 et est décédée à Angers le 29 avril 2017 . Sans postérité.
Héritier et propriétaire du château d'Haroué, Marc de Beauvau-Craon fut président de l'association La Demeure historique de 1972 à 1982 . 
De 1955 à 1974, il exerce la fonction de conseiller général de Meurthe-et-Moselle, représentant le canton d'Haroué.
De sa première union sont issues deux filles :
1. Marie Isabelle Cristina Adèle Gracie, dite Minnie, princesse de Beauvau-Craon, née à Boulogne-Billancourt le 6 novembre 1953, épouse de Duncan Hugh McLaren (divorcée en 1986), puis de Xavier Botana.
2. Marie Diane Christina Isabelle, princesse de Beauvau-Craon, née à Boulogne-Billancourt le 20 août 1955, épouse de Ahmed Mohamadialal connu comme artiste sous les pseudonymes Alyph et Nacy avant le choix de sa signature actuelle Mym, dont elle est divorcée et ont un fils Yunes.